# Endel Köks
Endel Köks, född 21 april 1912 i Tartu i Estland, död 25 november 1983 i Örebro, var en estnisk grafiker, tecknare och målare. Han var son till fabrikören Eduard Kõks och Eugenie Tomson.
Köks studerade vid Konstakademien Pallas i Tartu 1934–1940, samt under resor till Finland och Frankrike 1938, Tyskland 1943 och Danmark 1950. I Sverige ställde han ut separat på Örebro konstmuseumn och Uppsala 1951, Örebro 1954 och Karlskoga 1955. Han deltog i samlingsutställningen Baltiska konstnärer på Liljevalchs konsthall i Stockholm 1946. Han deltog dessutom i ett flertal internationella utställningar, bland annat i München 1947. Amsterdam 1949, Köpenhamn 1950, New York 1953
Hans produktion bestod av landskap, porträtt, stilleben, collage, bokillustrationer, momumentalmålningar och figurkompositioner. 
Köks är representerad på Eesti Kunstimuuseum i Tallinn samt konstmuseerna i Tartu och i Ulm, Tyskland, Örebro läns museum och Örebro läns landsting.